# Christiane Horsch
Christiane Horsch (geb. in Trier) ist seit 2012 Bürgermeisterin der rheinland-pfälzischen Verbandsgemeinde Schweich an der Römischen Weinstraße.
Nach einer juristischen Ausbildung war sie von 1997 bis 1999 Kanzlerin der Fachhochschule Trier, von 1999 bis 2007 Wirtschaftsdezernentin der Stadt Trier und von 2007 bis 2011 Bürgermeisterin der Verbandsgemeinde Neumagen-Dhron.
Im September 2011 wurde sie zur neuen Bürgermeisterin der VG Schweich an der Römischen Weinstraße gewählt, im Mai 2019 wurde sie wiedergewählt.